# Chipkorörelsen
Chipkorörelsen [tʃiʹpko-], inhemskt namn Chipko Andolan, är en indisk ”trädkramarrörelse”. Den har sitt ursprung i Garhwalbergen i delstaten Uttarakhand och startade 1973 då ett företag skulle avverka skog i bergen. Byborna insåg att deras tillgång på ved, jord och mat var hotad. Kvinnor, barn och män kramade bokstavligen träden och lyckades hindra avverkningen. År 1987 blockerades ett kalkbrott där brytningen skulle leda till ekologiska skador.

## Historia
I Rajasthan uppkom på 1400-talet en religiös sekt Bishnoi under Guru Jambheshwar. Han lärde ut att Gud finns överallt och att man måste skydda djur och växter för att kunna leva i harmoni med naturen. På 1700-talet ville Maharadjan i Jodhpur bygga ett nytt palats i byn Khejarli och beordrade sina soldater att skaffa virke från en närliggande skog. År 1730 samlade Amrita Devi en grupp Bishnoi-kvinnor för att skydda träden. När timmerhuggarna kom kramade hon det första trädet, men de vågade inte gå emot sin maharadjas order och högg av hennes armar. Då gick hennes tre döttrar fram och kramade trädet i tur och ordning. Men de dödades också varefter andra kvinnor gick fram. Sammanlagt 363 kvinnor dog för att skydda träden.

## Galleri

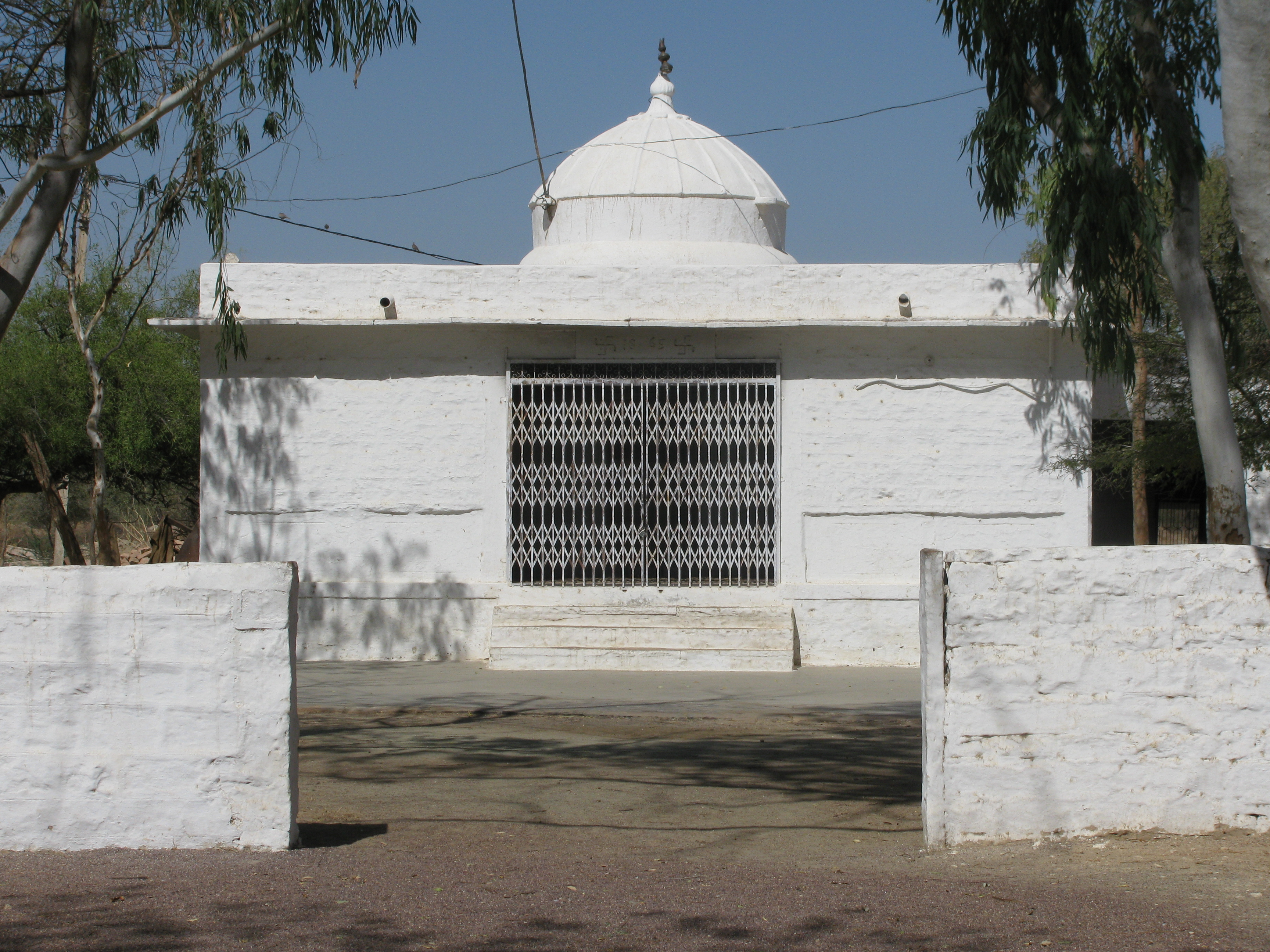
Bishnoi-templet för offren vid massakern i Khejadi